# 希波尔箭石属
希波爾箭石（學名：Hibolithes），又名希波箭石，是生存在中侏羅紀至早白堊紀海洋中的一屬箭石。其化石分布於格陵蘭、匈牙利、紐西蘭和南極洲等地。牠們的鞘細長，結構精巧，後端為鱗莖狀且脆弱。腹面的前緣長有突出狹窄的凹槽，突出部很脆弱，在化石化的過程中容易碎裂。

## 物種[1]
- Hibolithes catlinensis Hector, 1878

## 外部連結
- Hibolithes in the Paleobiology Database